# Remulopygus zehntneri
Remulopygus zehntneri är en mångfotingart som först beskrevs av Carl 1909.  Remulopygus zehntneri ingår i släktet Remulopygus och familjen Harpagophoridae. Inga underarter finns listade i Catalogue of Life.